# Geoffroy Atkinson
Geoffroy Atkinson (* 21. Oktober 1892 in Brooklyn; † 1960) war ein US-amerikanischer Romanist.

## Leben
Atkinson studierte am Amherst College, leistete Kriegsdienst und promovierte 1920 an der Columbia University mit der Arbeit The extraordinary voyage in French literature before 1700 (New York 1920, 1966). Von 1920 bis 1957 lehrte er Französisch am Amherst College, dessen Dekan er 1929 wurde.

## Werke
- The extraordinary voyage in French literature from 1700 to 1720, Paris 1922, New York 1966
- Les relations de voyages du XVIIe siècle et l’évolution des idées. Contribution à l’étude de la formation de l’esprit du XVIIIe siècle, Paris 1924, New York 1971, Genf 1972
- La littérature géographique française de la Renaissance. Répertoire bibliographique, Paris 1927, New York 1968; Supplément, Paris 1936; (mit Supplement) Genf 2010
- (Hrsg. und Übersetzer) The works of François Villon, London 1930
- Les nouveaux horizons de la Renaissance française, Paris 1935
- Les idées de Balzac d’après La comédie humaine, 5 Bde., Genf 1949–1950
- After noon, Prairie City, Ill. 1950 (Gedichte)
- Le sentiment de la nature et le retour à la vie simple (1690-1740), Genf 1960
- The sentimental revolution. French writers of 1690-1740, hrsg. von Abraham C. Keller, Seattle 1966
- (mit Abraham C. Keller) Prelude to the Enlightenment. French literature 1690-1740, Seattle 1970, London 1971